# بابی زامورا
بابی زامورا (به انگلیسی: Bobby Zamora) بازیکن فوتبال زادهٔ ۱۶ ژانویه ۱۹۸۱ اهل کشور انگلستان که سابقهٔ بازی در تیم ملی فوتبال انگلستان را در کارنامهٔ خود دارد. وی در تاریخ ۱۱ اوت ۲۰۱۰ نخستین بازی ملی خود را در مقابل تیم ملی فوتبال مجارستان انجام داد و با حضور در ۲ بازی ملی، در تاریخ ۱۵ نوامبر ۲۰۱۱ واپسین بازی ملی‌اش را در برابر تیم ملی فوتبال سوئد برگزار کرد.
این بازیکن توانسته در بازی‌های ملی، ۰ گل به ثمر برساند.
گل صعود  QPR  به لیگ جزیره توسط بابی زامورا زده شد .